# Liste der irischen Botschafter in den Vereinigten Staaten
Die Liste der irischen Botschafter in den Vereinigten Staaten bietet einen Überblick über die Leiter der irischen diplomatischen Vertretung in den Vereinigten Staaten seit der Aufnahme diplomatischer Beziehungen.
| Amtszeit  | Name                  | Anmerkung               |
| --------- | --------------------- | ----------------------- |
| 1924–1929 | Timothy A. Smiddy     | Gesandter               |
| 1929–1938 | Michael MacWhite      | Gesandter               |
| 1938      | Robert Brennan        | Geschäftsträger (a. i.) |
| 1938–1947 | Robert Brennan        | Gesandter               |
| 1947–1950 | Sean Nunan            | Gesandter               |
| 1950–1960 | John J. Hearne        | Botschafter             |
| 1961–1964 | Thomas J. Kiernan     | Botschafter             |
| 1964–1969 | William P. Fay        | Botschafter             |
| 1970–1973 | William Warnock       | Botschafter             |
| 1973      | Seán Ó hÉideáin       | Geschäftsträger (a. i.) |
| 1973–1978 | John Gerald Molloy    | Botschafter             |
| 1978–1981 | Sean Donlon           | Botschafter             |
| 1981      | John Burke            | Geschäftsträger (a. i.) |
| 1981–1985 | Tadhg F. O’Sullivan   | Botschafter             |
| 1985–1991 | Pádraig MacKernan     | Botschafter             |
| 1991–1997 | Dermot A. Gallagher   | Botschafter             |
| 1997–2002 | Seán Ó hUiginn        | Botschafter             |
| 2002–2007 | Noel Fahey            | Botschafter             |
| 2007–2013 | Michael Collins       | Botschafter             |
| 2013–2017 | Anne Anderson         | Botschafter             |
| 2017–2022 | Daniel Mulhall        | Botschafter             |
| 2022–     | Geraldine Byrne Nason | Botschafter             |